# 日本の国璽

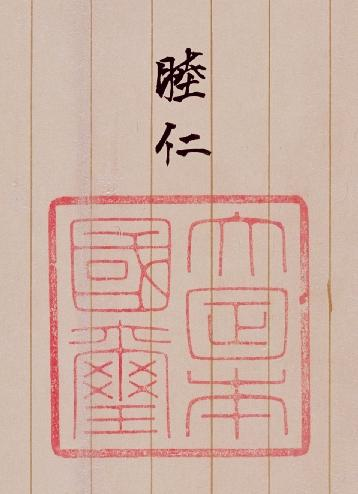
明治天皇の御名と国璽、「大囸本國璽」と篆刻されている。1871年（明治4年）に製作された旧印で捺されたもの。

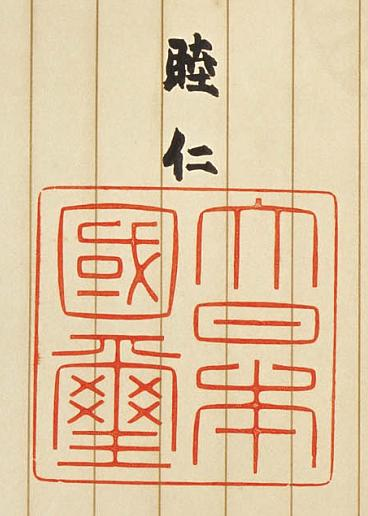
明治天皇の御名と国璽。1874年（明治7年）に製作された現用品で捺されたもの。

日本の国璽（にほんのこくじ）とは、日本国の国璽である。日本の国璽は金印 で、印文は篆書体で「大日本國璽」（2行縦書で右側が「大日本」、左側が「國璽」）と篆刻されている。2寸9分（約8.79cm）四方 の角印で、重さは約3.50kgあり、御璽よりいくぶん小さい。宮内庁による英文表記は「State Seal of Japan」。

## 変遷
明治維新以前には、官印として「内印」と称する天皇の印（印文は「天皇御璽」）、「外印」と称する太政官の印（印文は「太政官印」）はあったものの、国璽と称する印は存在しなかった。一方、日米修好通商条約批准書には「經文緯武」と刻まれた縦横9.2cmの銀印 及び「日本政府之印」と刻まれた3寸4分（約10.3cm）の印章が用いられた。これは老中堀田正睦の諮問により定められたもので、徳川幕府の国家代表性とその公印を意味するものであった。
明治維新後、1869年8月15日（明治2年7月8日）に職員令（太政官制）を制定して新たに官位相当制を定めるに際して、御璽の用例を定めた。このときの御璽は「内印」として用いられてきた伝来の銅印 が使用された。御璽は、勅任官の官記、勅授の位記、華族の相続等に押され、その後、外国へ特派する使節に対する詔書などの文書にも用いられた。

### 歴史
1871年（明治4年）、大蔵卿伊達宗城を全権として清に派遣する際、伝来の銅印が「印文ノ不明」「字面不宜趣」な物とされ、同年5月3日に篆刻家の小曽根乾堂に命じて新たに国璽として「大囸本國璽」と刻された方2寸9分（約8.79cm）の石印を製作した。
この石印も「艸卒ノ刻、字體典雅ナルヲ得ス」「早卒ニ際シ石刻相成且刻面モ不宜様ニ相見候」 と不評だったため、現在の御璽・国璽は、金材をもって改めて刻したものである。1873年（明治6年）2月、宮内省より京都の鋳造師・秦蔵六に鋳造を、同年9月に同じく京都の印司・安部井音人（安部井櫟堂）に彫刻が命じられ、御璽と共に1年がかりで製作された。1874年（明治7年）4月に完成し、同7月20日に新しい御璽・国璽の印影が回達された。改刻に際して印文は変わらず「大日本國璽」とされた。以降、今日に至るまで改刻されることなく「大」の字を冠したまま使われている。

## 運用
当初は宮内省が、後に宮内省外局の内大臣府が御璽と共に保管し、内大臣が押印した。第二次世界大戦後に内大臣府が廃止されると宮内省侍従職へ移され、宮内庁設置に伴い宮内庁侍従職が保管し（宮内庁法第1条第2項、同第2条第5項、同第4条第1項）、現在は事務主管の侍従職補佐が押印する。紫と白の袱紗に包み、専用の革製ケースに入れて保管されている。御璽と同様、国立印刷局特製の朱肉を用いた上で、位置ずれや傾きが無いよう専用の定規（印矩）を当てて、署名に少し掛かるように押すのが習わしとされる。用いた後は布で朱肉をきれいに落とす。
日本国憲法下の皇位継承儀式では、「剣璽等承継の儀」として皇位の証である剣璽（天叢雲剣・八尺瓊勾玉）と共に国璽と御璽の承継が行われる。
勲章の証書である勲記など、押印された文章は理由を問わず再交付されない。勲記を紛失した場合は別の文書（有勲証明書）が発行される。

## 法制
大日本帝国憲法下では、勅令の公文式（明治19年勅令第1号）及び公式令（明治40年勅令第6号）に、御璽又は国璽を押す場合が明文規定されていた。
公文式によれば、国書、条約批准、外国派遣官吏の委任状、在留各国領事の証認状、および三等以上の勲章の勲記 には親署の後、国璽を押すとされた。四等以下の勲章の勲記には国璽のみを押すとされた（公文式第16條）。
公式令によれば、国書その他の外交上の親書、条約批准書、全権委任状、外国派遣官吏委任状、名誉領事委任状、外国領事認可状、及び勲一等功二級以上の勲記には親書の後、国璽を押すとされた。勲二等功三級以下の勲記には国璽のみを押すとされた（公式令第13條、同第19條）。
公式令は1947年（昭和22年）5月3日の内閣官制の廃止等に関する政令（昭和22年政令第4号）により廃止され、その後これに代わる法令はないが、国璽・御璽の用例など公式令に定められた事項は慣例により踏襲されている。
日本国憲法下では、国璽は勲記に押されるほか、褒章条例（明治14年太政官布告第63号）に基づく褒状にも押される    

## 刑罰
刑法第19章「印章偽造の罪」に規定があり、行使の目的で、御璽、国璽又は御名を偽造した者は、2年以上の有期懲役に処せられる（第164条第1項）。御璽、国璽若しくは御名を不正に使用し、又は偽造した御璽、国璽若しくは御名を使用した者も、前項と同様とする（第164条第2項）。第164条第2項に関しては、未遂も罰せられる（第168条）。
刑法第17章「文書偽造の罪」にも規定があり、行使の目的で、御璽、国璽若しくは御名を使用して詔書その他の文書を偽造し、又は偽造した御璽、国璽若しくは御名を使用して詔書その他の文書を偽造した者は、無期又は3年以上の懲役に処せられる（第154条第1項）。御璽若しくは国璽を押し又は御名を署した詔書その他の文書を変造した者も、前項と同様とする（第154条第2項）。
刑法適法時に、大日本国璽において、大日本帝国憲法第15条第1項により、天皇ハ爵位勲章及其ノ他ノ栄典ヲ授与スを以って、爵位で有る、男爵、子爵、伯爵、侯爵、公爵の勲章国璽乃至軍事勲章に於いて、大日本国璽では、日本国臣民にて、戦争等に行く際に、公使全権委任をしており、憲法制定時に、男爵、子爵、伯爵が、其々、大臣を行って居る点も踏まえ、勲章に本印を使用した場合には、本規程が、構成要件の一部となる。